# Short FJX
Die  Short FJX war ein geplantes Regionalflugzeug mit 44 Sitzplätzen des Flugzeugherstellers Short Brothers.

## Geschichte
Im Jahr 1988 wurde von Short Brothers die Entwicklung eines Regionalflugzeugs angekündigt. Die FJX bot großes Potenzial, das Unternehmen konnte es jedoch nicht ohne fremde Hilfe finanzieren. Das Flugzeug wäre ein Konkurrent für die Bombardier CRJ100 gewesen, die sich damals ebenfalls in der Entwicklung befand.
Durch die Schwierigkeit, einen Investor zu finden, und den folgenden Verkauf der Short Brothers an Bombardier im Juni 1989 wurde die Entwicklung der FJX letztendlich eingestellt. Sie kam nicht über das Planungsstadium hinaus.
Bei der Farnborough International Airshow wurde im September 1988 ein 1:1-Mock-Up der Kabine ausgestellt, das sehr viel Aufsehen erregte.

## Spezifikationen
- Besatzung: zwei Besatzungsmitglieder
- Länge: 82,0 Fuß (25,0 m)
- Spannweite: 73,9 Fuß (22,5 m)
- Höhe: 26,0 Fuß (7,9 m)
- Flügelfläche: 1.792,4 ft² (166,5 m²)
- Flügelbelastung: 34,3 lbs/ft² (167,6 kg/m²)
- Leergewicht: 47.540 Pfund (21.563 kg)
- Bruttogewicht: 61.529 Pfund (27.909 kg)
- Leistungsgewichtsverhältnis: 0,813
- Triebwerk: unbekannt